# NGC 1386
NGC 1386 је лентикуларна галаксија у сазвежђу Еридан која се налази на NGC листи објеката дубоког неба.
Деклинација објекта је - 35° 59' 56" а ректасцензија 3h 36m 46,3s. Привидна величина (магнитуда) објекта NGC 1386 износи 11,2 а фотографска магнитуда 12,1. Налази се на удаљености од 16,233 милиона парсека од Сунца. NGC 1386 је још познат и под ознакама ESO 358-35, MCG -6-9-5, IRAS 03348-3609, FCC 179, PGC 13333.